# Lijst van handballer-internationals
Dit is een lijst van internationale handballers die voor hun nationaal team gespeeld hebben.

## A
- Ragnhild Aamodt
- Luc Abalo
- Lois Abbingh
- William Accambray
- Jasper Adams
- Roel Adams
- Björn Alberts
- Abaz Arslanagić

## B
- Joris Baart
- Dani Baijens
- Xavier Barachet
- Marco Beers
- Samir Benghanem
- Thierry Bernimoulin
- Lars Bertels
- / Malik Beširević
- Mark van den Beucken
- Helen van Beurden
- Isabel Blanco
- Vlado Bojović
- Debbie Bont
- Jeffrey Boomhouwer
- Roxanne Bovenberg
- Bert Bouwer
- Karoline Dyhre Breivang
- Marco Beers
- Marit Breivik
- Tessa Bremmer
- Yvette Broch
- Mark Bult

## C
- Joan Cañellas
- Guus Cantelberg
- Martijn Cappel
- Igor Corvers
- Rob Craeghs

## D
- Marcella Deen
- Joseph Delpire
- Bram Dewit
- Didier Dinart
- Sharina van Dort
- Joey Duin
- Rinka Duijndam
- Kelly Dulfer
- Alex Dujshebaev

## E
- Niclas Ekberg
- Gerrie Eijlers
- Eric Eussen

## F
- Tommie Falke
- Jérôme Fernandez
- Joop Fiege
- Marit Malm Frafjord

## G
- Robin Gielen
- Michelle Goos
- Kari Aalvik Grimsbø
- Henk Groener
- Jeffrey Groeneveld
- Nycke Groot
- Michaël Guigou
- Sarah van Gulik

## H
- Arjan Haenen
- Tamara Haggerty
- Gro Hammerseng
- Rachel de Haze
- Laura van der Heijden
- Serge Heijnen
- Camilla Herrem
- Sanne Hoekstra
- Bart Hofmeyer
- Luuk Hoiting
- Micha Hoogewoud
- Hrvoje Horvat

## J
- Jaap Jacobs
- Wil Jacobs
- Jasmina Janković
- Lino Janssen
- Ephrahim Jerry
- Kari Mette Johansen
- Ron de Jonge
- Isabelle Jongenelen
- Stine Jørgensen
- Jacques Josten

## K
- Nikola Karabatić
- Ján Kecskeméthy
- Patrick Kersten
- Piet Kivit
- Ron Klemann
- René de Knegt
- Lynn Knippenborg
- / Bartosz Konitz
- Piotr Konitz
- Evert Kooijman
- Jessy Kramer
- Tine Kristiansen
- Radivoj Krivokapić
- Inske Kuik

## L
- Tonje Larsen
- Lilian Laslandes
- Kiril Lazarov
- Thijs van Leeuwen
- Toon Leenders
- Heidi Løke
- Katrine Lunde Haraldsen
- Kristine Lunde
- Else-Marthe Sørlie Lybekk

## M
- Angela Malestein
- Martin Vlijm
- Enric Masip
- Dick Mastenbroek
- Martijn Meijer
- Bert Meinen
- Muhamed Memić
- Patrick Miedema
- Tim Mullens

## N
- Daniel Narcisse
- Laila Schou Nilsen
- Robert Nijdam
- Ger Norbart
- Tonje Nøstvold
- Harold Nüsser
- Larissa Nüsser
- Katja Nyberg

## O
- Fabian van Olphen
- Patrick van Olphen
- Sanne van Olphen
- Thierry Omeyer
- Maik Onink

## P
- Terese Pedersen
- Marko Pejovic
- Guy Peters
- Rob de Pijper
- Dario Polman
- Estavana Polman
- David Polfliet
- Peter Portengen
- Iztok Puc
- Rolando Pušnik

## R
- Herman van Raalte
- João Jacob Ramos
- Bart Ravensbergen
- Tim Remer
- Linn-Kristin Riegelhuth
- Gabrie Rietbroek
- Martijn Rietbroek
- Pim Rietbroek
- Jolanda Robben
- Laura Robben
- Miranda Robben
- Roel Rothkrans
- Carola Rosema-Pesman
- Aleksandr Rymanov

## S
- Rutger Sanders
- Myrthe Schoenaker
- Robin Schoenaker
- Esther Schop
- Bobby Schagen
- Dennis Schellekens
- Léon van Schie
- Mark Schmetz
- Lambert Schuurs
- Zvonimir Serdarušić
- Jo Smeets
- Martine Smeets
- Iso Sluijters
- Alec Smit
- Gino Smits
- Inger Smits
- Jorn Smits
- Kay Smits
- Danick Snelder
- Gøril Snorroeggen
- Andrzej Sokołowski
- Bob Sondaar
- Gerrit Stavast
- Ivar Stavast
- Raymond Steijvers
- Ivo Steins
- Luc Steins
- Ronald Suelmann
- Linn Jørum Sulland

## T
- Pierre Thorsson
- Monique Tijsterman
- Victor Tomás

## U
- Iñaki Urdangarin

## V
- Rutger ten Velde
- Ermin Velić
- Barry Vereijssen
- Joeri Verjans
- Nicky Verjans
- Peter Verjans
- Marco Vernooy
- Niels Versteijnen
- Matthijs Vink

## W
- Eelco Weevers
- Tess Wester
- Wai Wong

## Z
- Luchien Zwiers